# Meia Maratona de Braga
Meia Maratona de Braga é uma prova atlética de 21,097 m disputada anualmente em Braga, Portugal.
Esta prova, conjuntamente com a Corrida de São João e a Corrida de São Silvestre, constituem as provas de atletismo de estrada mais importantes em Braga.
Em 2020, devido ao Surto de COVID-19, a prova não se realizou.

## História
A prova realizou-se pela primeira vez em 2016.
E 2020 a prova não se realizou devido à Pandemia de COVID-19.
Em 2022, Dulce Félix com o tempo 1.13,32 quebrou o recorde nacional da distância que pertencia, desde 2017, a Salomé Rocha.

### Vencedores
| Ano  | Vencedor Masculino | País     | Tempo 0(h:m:s) | Vencedor Feminino          | País     | Tempo 0(h:m:s) |
| ---- | ------------------ | -------- | -------------- | -------------------------- | -------- | -------------- |
| 2024 | Miguel Borges      | Portugal | 01:05:44       | Vanessa Carvalho           | Brasil   | 01:13:22       |
| 2023 | Nuno Lopes         | Portugal | 01:05:21       | Vladilene dos Santos Silva | Brasil   | 01:14:00       |
| 2022 | Rui Pedro Silva    | Portugal | 01:07:37       | Dulce Félix                | Portugal | 01:13:32       |
| 2021 | Paulo Rosário      | Portugal | 01:06:28       | Vanessa Carvalho           | Portugal | 01:15:49       |
| 2019 | José Moreira       | Portugal | 01:08:21       | Vanessa Carvalho           | Portugal | 01:18:39       |
| 2018 | Ricardo Ribas      | Portugal | 1.05.04        | Filomena Costa             | Portugal | 1.15.02        |
| 2017 | José Moreira       | Portugal | 1.07.49        | Carla Salomé Rocha         | Portugal | 1.15.01        |
| 2016 | Hassan Lekhili     | Espanha  | 1.08.18        | Filomena Costa             | Portugal | 1.17.55        |

      Recorde da prova